# Maria Csollány
Maria Csollány, geborene Raschke (geboren 5. Juli 1932 in Tilburg, Niederlande; gestorben 24. April 2018 in Edingen-Neckarhausen), war eine niederländische Übersetzerin in Deutschland.

## Leben
Mit ihrer Familie musste Maria Csollány 1943 als Jüdin aus den Niederlanden nach Ungarn flüchten und lebte von 1943 bis 1956 in Győr, Ungarn. Ab 1953 arbeitete sie als freie Mitarbeiterin für eine Tageszeitung und veröffentlichte Gedichte und Erzählungen sowie Übersetzungen aus dem Deutschen ins Ungarische. Nach dem Ungarischen Volksaufstand floh sie aus dem Land und lebte ab 1956 im deutschen Edingen-Neckarhausen. Ab 1971 arbeitete sie als Übersetzerin, wobei sie aus dem Englischen, Ungarischen, Niederländischen und Afrikaans ins Deutsche übertrug. Sie übersetzte u. a. Werke von J. Bernlef, Stephen Longstreet, Charlotte Mutsaers sowie Lyrik von Judith Herzberg.
Sie war Mitglied im Verband deutschsprachiger Übersetzer literarischer und wissenschaftlicher Werke.

## Auszeichnungen
- 1988: Johann-Friedrich-von-Cotta-Literatur- und Übersetzerpreis der Landeshauptstadt Stuttgart
- 1996: Kulturpreis der Flämischen Gemeinschaft
- 2001: Preis der Stadt Münster für Europäische Poesie

## Übersetzungen (Auswahl)
Vollständige Liste bei: Autoren Baden-Württemberg
- Philippa Carr: Das Geheimnis im Kloster. dotbooks, München 2017 ISBN 978-3-95824-996-7
- J. Bernlef: Hirngespinste. Roman. Reclam, Stuttgart 2016 ISBN 978-3-15-020460-3
- Jona Oberski: Kinderjahre. Diogenes, Zürich 2016 ISBN 978-3-257-06962-4
- Etty Hillesum: Das denkende Herz der Baracke. Die Tagebücher 1941 - 1943. Herder, Freiburg 2014 ISBN 978-3-451-33503-7
- Stefaan van den Bremt: Stimme aus dem tiefen Land. Verlag Im Wald, Rimbach 2011 ISBN 978-3-941042-27-8
- J. Bernlef: Bis es wieder hell ist. Nagel & Kimche, München 2007 ISBN 978-3-312-00395-2
- Hugo Claus’ Lyrik, in Unbekannte Nähe. Moderne niederländische Lyrik bis 1980. Zweisprachig Niederländisch-Deutsch. Straelener Manuskripte, Straelen 1985